# William Boyle
William Henry Dudley Boyle (ur. 30 listopada 1873 w Hale w hrabstwie Surrey, zm. 19 kwietnia 1967 w Londynie) – brytyjski arystokrata i wojskowy, 12. hrabia Cork i Orrery. 

## Początek kariery
Był drugim z czterech synów pułkownika Geralda Boyle'a i prawnukiem 8. hrabiego Cork, jego matką była lady Elizabeth Pepys, córka 1. hrabiego Cottenham. Do Marynarki Brytyjskiej Royal Navy wstąpił w wieku 11 lat. Dwa lata pływał na okręcie szkolnym HMS „Britannia”. W swój pierwszy rejs dalekomorski wyruszył w 1888 r. na pokładzie pancernika HMS „Monarch”. Służbę odbywał na Morzu Śródziemnym, później w Anglii. W 1894 r. znalazł się w Chinach, podczas I wojny japońsko-chińskiej. W 1895 r. został wysłany do Australii. W tym samym roku uzyskał awans na stopień porucznika. W 1902] podczas powstania bokserów służył w eskadrze na wodach Chin.
24 lipca 1902 poślubił lady Frances Cecilię Keppel (24 lutego 1871 – 30 czerwca 1963), córkę Williama Keppela, 7. hrabiego Albemarle i Sophii MacNab, córki sir Alana MacNaba, 1. baroneta. William i Frances byli szczęśliwym i zgodnym małżeństwem, ale nie doczekali się razem potomstwa.
Jeszcze w 1902 Boyle objął swoje pierwsze samodzielne dowództwo niszczyciela HMS „Spitfire”. Rychło został przeniesiony na niszczyciel HMS „Hazard”. Jego kolejną nominacją było stanowisko zastępcy dowódcy krążownika HMS „Astraea”. Na jego pokładzie służył na Morzu Śródziemnym i w Chinach. 31 grudnia 1906 awansował do stopnia komandora porucznika i rozpoczął służbę na pancerniku HMS „Hibernia”, służącym we Flocie Kanału (działającej na kanale La Manche). Rok później został dowódcą krążownika pancernego HMS „Good Hope” i został przydzielony do stacjonującej w Gibraltarze Floty Atlantyckiej.
Wkrótce Boyle wrócił do Anglii i objął dowodzenie nad okrętem HMS „Skirmisher”. 30 czerwca 1913 r. otrzymał awans na stopień komandora. Niewiele wcześniej został mianowany attaché morskim ambasady brytyjskiej w Rzymie. Obserwował i relacjonował do Londynu przebieg II wojny bałkańskiej. W Rzymie pozostał do wybuchu I wojny światowej w czerwcu 1914 r.

## I wojna światowa
Boyle pozostawał na placówce w Rzymie jeszcze przez rok, nim został odwołany do Londynu 11 listopada 1915 r. Otrzymał wówczas dowództwo starego krążownika II klasy operującego na Morzu Czerwonym, HMS „Fox”. W 1916 r. został starszym oficerem (senior Naval Officer) w eskadrze patrolowej Morza Czerwonego.
Wspierał arabskie powstanie przeciwko Imperium Osmańskiemu. Uczestniczył w konferencji na pokładzie HMS „Dufferin”, gdzie ustalono szczegóły wybuchu powstania. Dowodził następnie ostrzałem tureckich pozycji w porcie Dżudda w czerwcu 1916 r. Po nieudanym szturmie Arabów kontynuował ostrzał jeszcze przez 6 dni, dopóki Turcy nie opuścili miasta. W lipcu 1916 zbombardował port Kunfuda, zmuszając Turków do opuszczenie jeszcze tego miasta. Resztę czasu na Morzu Czerwonym Boyle spędził na blokadzie tureckich portów oraz niespodziewanych atakach na te porty. W lipcu 1917 r. zdobył port Salif.
Podczas powstania arabskiego Boyle współdziałał z T.E. Lawrence'em, chociaż obaj nie przypadli sobie do gustu po pierwszym spotkaniu. Współpracował również z brytyjskim dyplomatą Markiem Sykesem i jego francuskim kolegą po fachu, François Georges-Picotem przy układzie ustalającym strefy wpływów Republiki Francuskiej i Zjednoczonego Królestwa na Bliskim Wschodzie po zwycięstwie nad Turcją.
W listopadzie 1917 Boyle powrócił do Anglii i objął dowodzenie nad krążownikiem liniowym HMS „Repulse”. Pod koniec miesiąca dowodził okrętem podczas krótkiej akcji przeciwko niemieckim pancernikom i krążownikom, zwanej drugą bitwą koło Helgolandu. „Repulse” wdał się tam w walkę z pancernikami SMS „Kaiser” i SMS „Kaiserin”, ale bez skutków po żadnej ze stron. Do końca wojny Boyle i jego okręt nie uczestniczyli w większych starciach.

## Okres międzywojenny
Po zakończeniu I wojny światowej przez pewien czas pracował na stanowiskach sztabowych. Później objął dowództwo krążownika liniowego HMS „Tiger”. W 1923 r., w stopniu kontradmirała, został przeniesiony do Floty Atlantyckiej. Jego okrętem flagowym został HMS „Resolution”. 9 września 1926 r. objął dowodzenie nad 1 eskadrą krążowników we Flocie Śródziemnomorskiej. Jego okrętem flagowym był wówczas HMS „Frobisher”.
Wkrótce Boyle wraz z eskadrą zostali wysłani do Chin, gdzie trwała wojna domowa, a Kuomintang podsycał antybrytyjskie nastroje. Eskadra na wodach chińskich zajmowała się zwalczaniem piractwa i ochroną brytyjskich statków handlowych.
W grudniu 1928 r. został naczelnym dowódcą rezerwy floty. Wkrótce objął przewodnictwo nad Royal Naval College w Greenwich. W 1931 r. otrzymał Krzyż Komandorski Orderu Łaźni, a w 1932 r. otrzymał awans na stopień admirała. W marcu 1933 r. objął dowodzenie nad Home Fleet (dawną Flotą Atlantycką). Jego okrętem flagowym został pancernik HMS „Nelson”. Boyle pozostał na tym stanowisku do 31 sierpnia 1936 r.
W 1934 r. zmarł kuzyn admirała, Robert, co sprawiło, że William odziedziczył jego tytuły hrabiego Cork i barona Boyle of Marston. Tym samym zyskał prawo do zasiadania w Izbie Lordów. Odziedziczył również niewielkie posiadłości ziemskie w hrabstwie Somerset oraz rodzinną rezydencję, Marston House.
Lipiec 1937 r. przyniósł hrabiemu Cork nominację na głównodowodzącego bazy w Portsmouth. W tym samym roku był wymieniany jako kandydat na stanowisko Pierwszego Lorda Morskiego. Poparcia udzielili mu admirałowie Reginald Tyrwhitt i Roger Keyes, jednak Corkowi nie udało się uzyskać tego stanowiska. Keyes opisał hrabiego jako „człowieka silnego charakteru i silnej determinacji”. Tyrwhitt, który był dowódcą Boyle'a podczas jego służby w Chinach w latach 20., napisał, że admirał był „po prostu wspaniały, absolutnie pierwsza klasa”. Admirał Boyle miał rude włosy i był dość niski. Nosił monokl. Był popularny wśród podwładnych, mimo iż wielką wagę przywiązywał do dyscypliny na pokładzie.
W 1938 r. Cork został awansowany do stopnia admirała floty. 30 czerwca 1939 r. odszedł na emeryturę.

## II wojna światowa
Po wybuchu II wojny światowej Cork zgłosił chęć powrotu do służby, ale usłyszał, że nie ma dla niego odpowiedniego stanowiska. Jednak już 21 września 1939 r. został zatrudniony w Admiralicji przez Winstona Churchilla i otrzymał zadanie opracowania planu brytyjskiej ofensywy morskiej na Bałtyku. Projekt ten uzyskał kryptonim „Katarzyna” i był nawiązaniem do pochodzącego jeszcze z czasów I wojny projektu Churchilla wspólnej, brytyjsko-rosyjskiej, operacji morskiej, polegającej na wysadzeniu desantu na niemieckim Pomorzu i odcięcia Niemiec od dostaw surowców ze Skandynawii, zwłaszcza szwedzkiej rudy żelaza.
Lord Cork błyskawicznie przystąpił do wykonywania zadania i już 26 września przedstawił projekt operacji. Zakładał on użycie pancerników, ale z powodu braku czasu na budowę odpowiednio ciężkich jednostek, zdecydowano się wykorzystać zmodyfikowane pancerniki typu Revenge ze specjalnie wzmocnioną ochroną przed atakami lotnictwa i okrętów podwodnych. Do udziału w operacji przewidziano jeszcze 5 krążowników, flotyllę niszczycieli, oddział okrętów podwodnych i kilka okrętów-baz. Ukończenie przygotowań planowano na wiosnę 1940 r. Dowódcą zespołu miał zostać lord Cork. Zakładane straty przy przekraczaniu cieśnin duńskich miały wynieść 30% stanów.
Plan ten nie doczekał się realizacji, gdyż nie zdążono na czas przygotować okrętów, zwłaszcza pancerników. Również niemiecki atak na Danię i Norwegię uniemożliwił przejście okrętów brytyjskich przez cieśniny. W maju 1940 r. ostatecznie zrezygnowano z wykonania planu.
Admirał dostał w międzyczasie nowe zadanie. Miał dowodzić działaniami morskimi aliantów w rejonie norweskiego portu Narwik. Był de facto naczelnym dowódcą połączonych sił brytyjskich, francuskich, polskich i norweskich, jako najwyższy stopniem. Jego okrętem flagowym był krążownik HMS „Aurora”. Cork był zwolennikiem zmasowanego ataku na Narwik przy użyciu całości sił lądowych i morskich, ale musiał ustąpić ostrożniejszym działaniom generała P.J. Mackesy'ego. Narwik został zdobyty w czerwcu 1940, ale niepomyślny przebieg kampanii francuskiej zmusił aliantów do wycofania się z Norwegii.
Po powrocie do Anglii otrzymał stanowisko dowodzącego oficera na Szetlandach. Miał za zadanie ochronić ten region przed niemiecką inwazją. Pozostawał na tym stanowisku do listopada 1940, kiedy niebezpieczeństwo inwazji uznano za nierealne. Lord Cork udał się jeszcze z misją do Gibraltaru i służył w Home Guard. W 1941 odszedł na emeryturę.

## Ostatnie lata
W latach 1937–1947 admirał był zarządcą Narodowego Muzeum Marynarki. W latach 1943–1953 był przewodniczący Shaftesbury Homes and Arethusa Training Ship. Zmarł w swoim domu w Londynie w wieku 94 lat. Tytuł hrabiowski przypadł jego bratankowi. Admirał został pochowany we Frome w hrabstwie Somerset. 23 sierpnia 1967 r. otworzono jego testament. Pozostawił po sobie majątek warty 7 381 funtów szterlingów.